# Tōkyō shōnen
Tōkyō shōnen (东京少年 - Tokyo Boy) è un film del 2008 diretto da Shunichi Hirano.
Maki Horikita veste i panni del personaggio protagonista della pellicola.
La stessa storia, ma con uno sviluppo della trama parzialmente modificato, è stata trasposta in una serie televisiva andata in onda per TBS tra il 2008-09 con episodi a cadenza mensile e sotto il titolo di Tokyo Girl.

## Trama
Minato, una giovane donna che non è ancora riuscita a superar il trauma dell'abbandono da parte dei genitori quand'era ancora una bambina, è sempre vissuta con la nonna invalida. Passa il suo tempo libero a scrivere ad un "amico di penna" che si fa chiamare Night, un ragazzo che non ha mai veduto di persona, l'unico con cui riesce a comunicare e a confidarsi.
Pur nella diversità di carattere, Minato è solare ed ottimista a differenza di lui, è l'unico ma con cui sente di trovarsi in sintonia e gli racconta costantemente di tutti gli sviluppi della propria vita. Minato giunge a confidarsi con Night che gli pare d'essersi finalmente innamorata di un ragazzo appena conosciuto che si chiama Shiro.

## Cast serie Tv
- Rio Yamashita
- Elena Mizusawa
- Nanami Sakuraba
- Aya Ōmasa
- Anri Okamoto
- Misaki Uryu
- Mayu Kusakari
- Azusa Okamoto
- Marika Fukanaga
- Chiho Hinata
- Erina Mano
- Yu Sorua